# 鳩山おろし

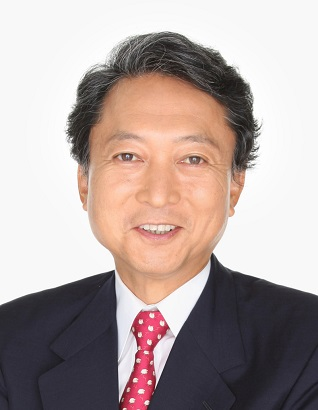
鳩山由紀夫

鳩山おろし（はとやまおろし）とは、2010年（平成22年）に起こった、主として民主党内における鳩山由紀夫内閣総理大臣への退陣要求。

## 経緯
2009年9月、70%近い内閣支持率で船出した鳩山由紀夫内閣であったが、首相の脱税問題や小沢一郎民主党幹事長の不正蓄財疑惑、普天間基地移設問題での閣内不一致などによる迷走で、2010年（平成22年）5月頃には20%を切ってしまい、7月の参院選で改選を控える議員を中心に、「鳩山総理では参院選を戦えない」などと、執行部を批判する動きが起こった。
5月28日、普天間基地の県外移設が見送られることに反発した福島瑞穂内閣府特命担当大臣（社民党党首）は合意書への署名を拒否、大臣を罷免された。30日、社民党は連立政権離脱を決定し、民主党内で倒閣運動が顕在化しはじめた。
5月31日昼過ぎ、鳩山、小沢、輿石東参院議員会長の三者会談が開かれ、鳩山は2人に辞意を伝えた。
6月1日夜には3人が国会内で再び会談。鳩山が再び小沢に辞任を求め、小沢も承諾。

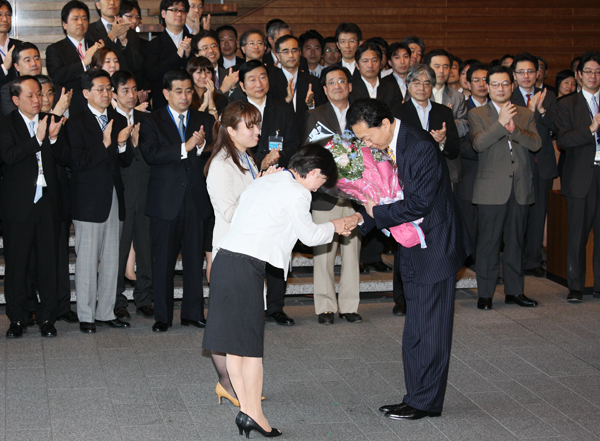
内閣総辞職に際して花束を贈呈される鳩山

翌2日、両院議員総会が開催され、鳩山は正式に辞意を表明した。